# Gladwyn Bush
Gladwyn K. Bush alias Miss Lassie (Gran Caimán, 1914-24 de noviembre de 2003) fue una pintora folk caimanesa.

## Biografía
De pequeña, la gente la consideraba salvaje, majadera o atolondrada. Una fama que arrastró toda su vida.
No empezó a pintar hasta los 62 años, tras lo que definía como una experiencia visionaria. Comenzó a pintar sus visiones oníricas de Jesús visitándola y también noticias de la isla.
Su estilo visionario ha servido de inspiración a más artistas.